# دریاچه توازن

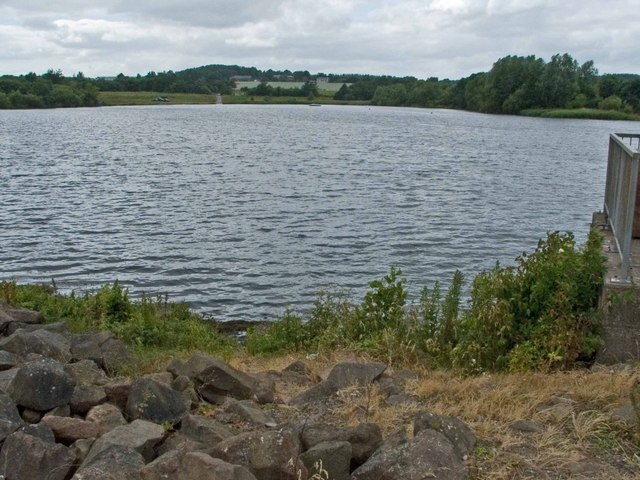
دریاچه پریورسلی در شورپ‌شایر، انگلستان. این دریاچه که در ابتدا به‌عنوان دریاچه توازن شناخته می‌شد، برای مدیریت جریان آب از پشت بام‌ها و خیابان‌های پریورسلی ایجاد شد.

دریاچه توازن (به انگلیسی: Balancing lake) (همچنین حوضه سیل یا برنامه زهکشی پایدار شهری) اصطلاحی است که در انگلستان برای توصیف عنصری از سامانه زهکشی شهری استفاده می‌شود که برای کنترل سیل با ذخیره موقت آب‌های سیلاب استفاده می‌شود. اصطلاح حوضچه توازن نیز استفاده می‌شود، اگرچه معمولاً برای تأسیسات ذخیره‌سازی کوچک‌تر برای نهرها و جویبارها استفاده می‌شود.

### مطالعه موردی: دریاچه ویلن، میلتون کینز
در زمستان، تا ۲۵۰۰ پرنده وحشی را به خود جذب می‌کند، در بهار و پاییز طیف گسترده‌ای از پرندگان مهاجر سرگردان؛ از جمله پرستودریایی معمولی، اردک سیاه‌کاکل، سلیم طوقی بزرگ و سلیم طوقی کوچک، آبچلیک پاسرخ معمولی و خروس‌کلی شمالی را به خود اختصاص می‌دهد. غازهای کانادا در اینجا طبیعی شده‌اند و ساکنان دائمی هستند. هر دو حوضه دارای حوضچه‌های عمیق برای حفظ جمعیت ماهی در زمان خشک‌سالی هستند. این دریاچه به عنوان یک فضای باز همگانی اداره می‌شود و هر سال بیش از یک میلیون بازدیدکننده دارد.